# Patagonisches Wiesel
Das Patagonische Wiesel oder Zwerggrison (Lyncodon patagonicus) ist eine in Südamerika lebende Raubtierart aus der Familie der Marder (Mustelidae).

## Merkmale
Patagonische Wiesel ähneln den Grisons, sind aber kleiner und haben eine andere Zahnformel. Ihr Fell ist an der Oberseite gräulich gefärbt; die Kehle, der Bauch und die Beine sind dunkelbraun oder schwarz. Vom Kopf zu beiden Schultern zieht sich ein weißer oder gelblicher Streifen. Ihr Körper ist langgestreckt, Beine und Schwanz sind relativ kurz. Diese Tiere erreichen eine Kopf-Rumpf-Länge von 30 bis 35 Zentimetern, eine Schwanzlänge von 6 bis 9 Zentimetern und ein Durchschnittsgewicht von 225 Gramm.

## Verbreitung und Lebensraum

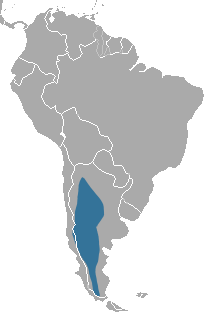
Verbreitungsgebiet des Patagonischen Wiesels

Wie der Name schon andeutet, sind Patagonische Wiesel in Patagonien im südlichen und westlichen Argentinien und dem südlichen Chile beheimatet. Ihr Lebensraum ist das Grasland.

## Lebensweise
Über die Lebensweise dieser Tiere ist wenig bekannt; vermutlich sind sie dämmerungs- oder nachtaktiv. Aus den Zähnen schließt man, dass sie in stärkerem Ausmaß als andere Vertreter der Mustelinae Fleischfresser sind, ihre Nahrung dürfte vorwiegend aus kleinen Nagetieren wie Kammratten und Zwergmeerschweinchen bestehen, in deren Baue sie auch des Öfteren eindringen.

## Patagonische Wiesel und Menschen
Patagonische Wiesel werden manchmal auf Farmen gehalten, um Ratten zu fangen.

## Gefährdung
Über den Gefährdungsgrad gibt es wenige Angaben; in Chile gelten sie als selten. Die IUCN zählte sie 1996 aber nicht zu den bedrohten Arten. Heute wird sie in der Roten Liste gefährdeter Arten der IUCN als Art gesehen, für die wegen ungenügender Daten („Data Deficient“) keine Gefährdungsbeurteilung erfolgen kann.